# Ray of Light
Ray of Light(レイ・オブ・ライト)は日本の女性2人組デュオである。意味は「こもれび」。2001年結成。2002年にエスエムイーレコーズよりデビューして以後も二人とも現役OLとして二束のわらじを履いた。

## メンバー
- Yuki(Vo.&music) - CDデビュー当時、ソニー・ミュージック人事部に所属[1]
- Sachi(Vo.&words) - CDデビュー当時、ソニー・クリエイティブプロダクツでキャラクターグッズの権利を担当[1]

2人は1999年の同期入社。
全楽曲の作曲をYuki、作詞をSachiが担当している。

## ディスコグラフィー

### シングル
- Light of Mine～ヒカリノカタチ～（2002.10.23）
  1. Light of Mine～ヒカリノカタチ～
  2. I MISS YOU
  3. Letter
  4. wandering soul
  5. 僕の声

- 右手（2007.6.29）
  1. 右手
  2. 25億秒
  3. 地球地図
  4. 右手(Instrumental)

本アルバムのプロデュースはムーンライダーズの鈴木慶一が担当している。